# Hans-Ulrich Steinau
Hans-Ulrich Steinau (* 27. April 1946 in Sulzbach am Taunus; † 26. Februar 2025) war ein deutscher Plastischer Chirurg.  Er war langjähriger Direktor der Klinik für Plastische Chirurgie und Schwerbrandverletzte am Berufsgenossenschaftlichen Universitätsklinikum Bergmannsheil in Bochum und engagierte sich insbesondere für die historische Aufarbeitung der Rolle der Deutschen Gesellschaft für Chirurgie während der Zeit des Nationalsozialismus.

## Werdegang
Steinau studierte Medizin an der Johann Wolfgang Goethe-Universität Frankfurt am Main und promovierte 1972 an der Ruprecht-Karls-Universität Heidelberg. Er arbeitete zunächst als Assistenzarzt an der Klinik für Kinderchirurgie in Frankfurt-Höchst, später am Universitätsklinikum Frankfurt, am Akademischen Krankenhaus St. Markus in Frankfurt und am Klinikum rechts der Isar in München. Während dieser Zeit bildete er sich weiter aus zum Facharzt für Chirurgie, Plastische Chirurgie und Handchirurgie.
Nach der Habilitation an der Universität Frankfurt wechselte er 1990 als Direktor der Klinik für Plastische Chirurgie und Schwerbrandverletzte an das Berufsgenossenschaftliches Universitätsklinikum Bergmannsheil in Bochum. Zu seinen Schwerpunkten gehörten die posttraumatische und onkologische plastische Wiederherstellungschirurgie, infizierte Großwunden, Bestrahlungsschäden, die Schwerbrandverletztenversorgung, die rekonstruktive Mikrochirurgie und das postoperative Komplikationenmanagement. Unter seiner Leitung entwickelte sich die Klinik zum operativen Referenzzentrum für bösartige Gliedmaßentumoren. Er übernahm mehrere Gastprofessuren, darunter die George-H.-Monks-Gastprofessur an der Harvard Medical School in Boston und die John-Barwick-Gastprofessur an der Duke University in Durham. Rufe auf die Lehrstühle in Löwen, Aachen und Berlin lehnte er ab. Ende Juni 2012 schied Steinau aus den Diensten des Berufsgenossenschaftlichen Universitätsklinikums Bergmannsheil Bochum aus und arbeitete danach im Universitätsklinikum Essen.
Seit 1999 war er Mitglied im Präsidium der Deutschen Gesellschaft für Chirurgie und von 2006 bis 2007 deren Präsident. 2011 ernannte ihn die Gesellschaft zum Senator auf Lebenszeit. Von 2001 bis 2003 war er Präsident der Vereinigung der Deutschen Plastischen Chirurgen, jetzt DGPRÄC.

## Ehrungen
- 1980: Adam-Adolph-Berthold-Medaille
- 1980: Martin-Waßmund-Preis
- 1981: Bernhard-von-Langenbeck-Preis
- 2002: Dieffenbach-Büste
- 2009: Karl-Schuchardt-Medaille
- 2009: Erich-Lexer-Preis
- 2011: Verdienstkreuz am Bande der Bundesrepublik Deutschland[2]
- 2012: Rudolf-Zenker-Preis
- 2013: Karl-Schuchardt-Büste
- 2013: Jacques-Maliniac-Lecture
- Ehrenmitglied der Vereinigung der Bayerischen Chirurgen
- 2018: Dieffenbach-Medaille der Deutschen Gesellschaft für Plastische, Rekonstruktive und Ästhetische Chirurgie e. V.[3]

## Werke
- Deutsche Gesellschaft für Chirurgie 1933-1945 – Die Präsidenten.(Hrsg. zusammen mit H. Bauer). Kaden, Heidelberg 2011. ISBN 978-3-942825-03-0

## Herausgeber, Mitherausgeber, Gründungsmitglied
- Plastische Chirurgie
- Chirurgische Allgemeine